# پیمان سنت پترزبورگ (۱۷۲۳)
معاهده سنت پترزبورگ در ۲۳ سپتامبر ۱۷۲۳ (۱۲ سپتامبر گاه‌شماری ژولینی) برابر با ۱ مهر ماه ۱۱۰۲ خورشیدی / ۲۲ ذی‌الحجه ۱۱۳۵ قمری، درنتیجه حملهٔ پتر یکم به ایران، میان امپراتوری روسیه و ایران صفوی امضا شد. طبق این پیمان ایران مجبور به واگذاری سرزمین‌هایش در قفقاز شمالی، قفقاز جنوبی و آذربایجان شامل دربند (داغستان)، بادکوبه، اراضی تابع اطراف شروان و همچنین تمام نواحی شمال شامل استان‌های گیلان، مازندران و استرآباد گشت. طبق این پیمان معین شد که سربازان روسی به شاه تهماسب دوم برای برقراری آرامش و صلح داخلی کمک کنند.

## پیش‌زمینه
با حمله لزگی‌ها در سال در ۱۵ اوت ۱۷۲۱ به شهر شماخى و غارت مراکز تجاری روس و همچنین حمله ازبکان به یکی از کاروان‌های روسی که از چین به روسیه می‌رفت، در نتیجه پتر، سیمون آوراموف را برای هشدار به شاه ایران به اصفهان فرستاد. پتر یکم با توجه به اوضاع آشفته ایران و محاصره اصفهان توسط افغان‌ها و نگرانی از حضور عثمانی‌ها در قفقاز به بهانه سرکوب یاغیان و کمک به مردم ایران به آستراخان رفت. 
فرمان پتر یکم به کنسول آوراموف درباره مذاکره با مقامات ایران برای تصرف حواشی دریای خزرː 
«هنگام ورود ما به آستراخان از گزارش شما که ۲۱ مارس(ژولینی) از قم به ولینسکی استاندار آستراخان فرستاده بودید دریافتیم که محمود فرزند میرویس خان قندهار با آشوبگران افغان به اصفهان آمده و با اشغال جلفا باعث آشفتگی مملکت ایران شده و اعلیحضرت شاه [سلطان حسین] برای حفاظت خود از این شورش مخفی شده است. ما فکر کردیم و استپان چبوتانف، دیمیتری پتریچیس و لاورنتی ولاسوف را به سوی شما فرستادیم که دستورالعمل‌های ذیل را دریافت کرده و بخوانید:
۱. ضروری است که به ملاقات با شاه قبلی بروید و اگر شاه جدید را انتخاب نکردند و شاه جدید یا حکومت بدون شاه برقرار نشده باشد و اگر هیچ شاهی وجود ندارد هر کسی را پیدا کردی طبق اختیارات هر چه ذیل نوشته شده پیشنهاد کنید.
۲. ما برای جنگ ضد ایران به شماخی نمی‌رویم بلکه برای برانداختن آشوبگرانی می‌رویم که به ما صدمه زده‌اند. اگر آنها در حالت ویرانی کشور خود احتیاج به کمک ما داشته باشند ما آماده کمک هستیم تا آنها را از دست دشمنان کشور آزاد کنیم و مملکت ایران را مستحکم کنیم در عوض آن‌ها برای این کمک بعضی از ولایات اطراف دریای خود را به ما واگذار خواهند کرد. اگر آنها به علت عدم قاطعیت خود پیشنهاد ذکر شده را قبول نکنند ترک‌ها(عثمانی) می‌توانند تمام ایران را تصرف کنند که مورد قبول ما نیست و مایل نیستیم که نه فقط آن‌ها بلکه ما هم آن را تصرف کنیم ولی اگر ما با آن‌ها معاهده‌ای نداشته باشیم نمی‌توانیم از آنها حمایت بکنیم ما فقط املاک اطراف دریا را می‌گیریم زیرا ما نمی‌توانیم ترک‌ها را به آن مناطق راه دهیم. اگر آن‌ها قبول کنند هرچه زودتر سفیر خود را با اختیارات وسیع بفرستند. ما در سواحل دریای خزر حضور داریم. این پیشنهادها را به آن‌ها تفهیم کنید. دیگر آنکه به آن‌ها پیشنهاد کنید که اگر ترک‌ها وارد ایران بشوند ما مجبور می‌شویم که مناطق اطراف دریای خزر را تصرف کنیم زیرا نمی‌توانیم به ترک‌ها اجازه فعالیت در آن مناطق را بدهیم و در این صورت برای آن‌ها چه فایده‌ای دارد؟ اگر یک قسمت را ندهند تمام کشور را از دست خواهند داد.
۳. درباره پیشنهادهای مشروحه بالا هر چه تصمیم گرفته شود فوری نامه بنویسید و با چاپار چبوتانف برای ما بفرستید».
گزارش آوراموف به پتر یکم در تاریخ ۸ اکتبر۱۷۲۲(ژولینی)ː
«به اعلیحضرت امپراتور گزارش ذیل را عرض میکنم: ۱۸ اوت گذشته از تهران به قزوین برگشتم و فرمان و موارد دستورالعمل اعلیحضرت از طرف استپان چبوتانف، دیمیتری پتریچیس و لاورنتی ولاسوف فرستاده‌های شما دریافتم و خواندم. درباره بند اول پیشنهادی که به اصفهان سفر کنم و با اعلیحضرت شاه حسین ملاقات داشته باشم فکر میکنم که انجام آن غیر ممکن است در آن زمان تهماسب فرزند شاه که حالا وارث و امید کشور ایران است در قزوین بود. ایرانیان او را شاهزاده میخوانند من به مهماندار خود گفتم که به دیوان بیگی که از طرف اعتماد الدوله وزیر اول اداره تمام کارهای دولتی را به عهده دارد درباره آمدن من به قزوین و دریافت فرمان و موارد دستور العمل اعلیحضرت امپراتور که در آن نامه‌ها به نفع کشور ایران هم سخن گفته است عرض کند که دیوان بیگی از طرف خود به عرض شاهزاده برساند که من خواستار ملاقات و صحبت با ایشان هستم. ۲۱ اوت با شاهزاده ملاقات داشتم و هر پیشنهادی و دستوری که در فرمان‌اعلیحضرت نوشته بود به شاهزاده عرض کردم یعنی اگر ایشان از طرف اعلیحضرت خواستار هرگونه کمک شوند طبق بند دوم وعده کمک با توپخانه و ارتش را دادم و گفتم که ایشان به اعلیحضرت امپراتور هر چه زودتر سفیر مختار خود را بفرستند. طبق بند دوم ذکر شده من باید به ایشان عرض میکردم که برای این گونه کمک استان‌های اطراف دریای خزر را باید واگذار کنند اما در این مورد حرفی نزدم زیرا که شاهزاده جوان متکبر و نامتمایل است و در چنین کارهایی آگاهی ندارد. من از او اجازه گرفتم که درباره موضوعات مشروحه بالا با وزیر اول و بزرگان دیگر مذاکره داشته باشم... سفیری به نام اسماعیل بیگ فرستاده می‌شود که تا به حال از طرف اعتمادالدوله مهماندار من بوده است. او پیش من آمد و گفت که به عنوان سفیر فرستاده می‌شود و به او اختیارات وسیع داده شده است...».
پتر یکم اواخر ژوئن ۱۷۲۲ هنگام توقف در آستراخان اعلامیه‌ای خطاب به شاه ایران و مردم وی صادر کرد، مبنی بر آن که روس‌ها به قصد یاری آنان می‌آیند، تا به ایشان علیه دشمنان افغانی و لزگی آنان کمک رسانند. سپاه پتر یکم در ۳ سپتامبر ۱۷۲۲ دربند را متصرف کرد. پتر قصد داشت که پیشروی خود را تا ساحل خزر ادامه دهد ولی متوجه شد که این کار نیاز به تدارکات بیشتر می‌باشد و دیگر آن که فرصت ارسال لوازم از آستراخان به علت نزدیک شدن زمستان را نداشت، همچنین دولت عثمانی به پتر پیام داد که از پیشروی به داخل شروان و برخورد با اتباع آنان که به تازگی تحت الحمایه عثمانی شدند اجتناب کند. در نتیجه پتر پس از استقرار پادگانی نیرومند در دربند در ۱۷ سپتامبر به سمت روسیه بازگشت و در ۲۶ اکتبر به آستراخان رسید.
فرمان پتر یکم به آوراموف درباره اعزام ارتش به گیلان در تاریخ ۳۱ اکتبر ۱۷۲۲(ژولینی) آستراخانː
«به شاهزاده [تهماسب میرزا] و وزیران او اعلام کنید که با میل خیرخواهی به اعلیحضرت شاه [سلطان حسین] تصمیم گرفتیم که تعدادی از ارتش منظم ما را برای محافظت ساکنان رشت از دست شورشیان لزگی و طوایف دیگر به آنجا بفرستیم و اگر اعلیحضرت شاه و شاهزاده از شورشیان صدمه دیده باشند و حضورشان در داخل ایران ناامن باشد بدون هیچ تردید هرچه زودتر لطف بفرمایند به رشت سفر کنند و تحت حمایت ارتش ما قرار بگیرند و با میل خیرخواهی ما نسبت به اعلیحضرت شاه به آنها به فرمانده اعزامی منطقه دستور دادیم که تا آخرین سرباز اعلیحضرت را دفاع کنند. اگر ارتش فرستاده شده ما برای پاسداری اعلیحضرت کافی نباشد می‌توانیم نیروهای دیگری را بفرستیم».
پتر یکم پیش از آن‌که آستاراخان را به سمت مسکو ترک کند، پیامی از حاکم گیلان دریافت کرد به این مضمون که عده‌ای سرباز به رشت به مرکز آن ایالت بفرستد، زیرا افغان‌ها قصد تصرف آن را دارند. در نوامبر۱۷۲۲ دو گردان قوای روس به فرماندهی کلنل شیپوف با چند کشتی جنگی وارد بندر انزلی شدند. کلنل شیپوف فرستاده خود را پیشاپیش به خشکی فرستاد تا ورود خود را به آوراموف و حاکم گیلان اعلام کند. حاکم گیلان که خبر تصرف دربند را شنیده بود پیام داد که سربازان روس نمی‌بایست بدون اجازه شاه قدم به خشکی گذارند و باید همانطور در کشتی بمانند وگرنه با مقاومت مواجه خواهند شد. شیپوف پیامی مبنی بر اظهار تعجب از رفتار حاکم فرستاد و توضیح داد که او و سربازانش در جواب تقاضایی که از آنان شده بود آمده‌اند. او افزود که وی باید بنا به اطاعت از اوامر تزار سربازان خود را پیاده کند. حاکم پس از اندکی تأمل موافقت کرده، در نتیجه سربازان روس پیاده شده و در کاروانسرایی در حومه شهر رشت مستقر شدند. در پایان دسامبر به آوراموف خبر رسید که پیکی از جانب شاه تهماسب که در آن موقع در تبریز به سر می‌برد، با دستوری مبنی بر بازگشت اسماعیل بیگ در راه رشت می‌باشد.  آوراموف پیک را متوقف ساخته و با پذیرایی‌هایی او را سرگرم ساخت. او همچنین پیامی برای شیپوف فرستاد که پیش از آنکه پیک شاه تهماسب به رشت برسد، اسماعیل‌بیگ را زودتر با کشتی راهی روسیه کند. اسماعیل بیگ عازم روسیه شد ولی به علت وضع زمستانی هوا با تأخیر در ۲۱ اوت ۱۷۲۳ به سنت پترزبورگ رسید. چون حاکم گیلان به نیرنگ روس‌ها پی‌برد سخت بر آشفت و بی‌شک در نتیجه گزارش او بود که شاه تهماسب در ماه فوریه دستور داد تا سربازان روس را وادار به تخلیه ایران کند. شیپوف به مجرد وصول این پیام از عقب‌نشینی امتناع ورزید. حاکم گیلان با کمک حاکم گسکر و آستارا قوایی حدود ۱۵۰۰۰ نفر (این تعداد احتمالاً اغراق شده است) که قسمت اعظم آنان کشاورزانی بوده که فقط به شمشیر مسلح بودند گرد آورد. از این جمع فقط عده‌ای معدود اسلحه گرم داشته و بی‌بهره از تعلیمات نظامی بودند. ایرانیان در عین حال یک آتشبار در انزلی به قصد تسلط بر مرداب مستقر کرده تا از ورود و خروج کشتی‌های روس جلوگیری کنند. حاکم گیلان در  ۲۹ مارس ۱۷۲۳ قسمت اعظم نفرات خویش را در اطراف کاروانسرای محل اقامت روس‌ها مجتمع ساخت و آن را با تفنگ و تپانچه و چهار عدد توپ کوچک زیر آتش گرفت. شیپوف نیمه آن شب یکی از افراد خود را با یک گروهان نارنجک انداز آهسته از در عقب کاروانسرا به قصد حمله به خارج فرستاد، در حالی که خود یا دو گروهان دیگر از در جلو بیرون رفته آنان را از همانجا مورد حمله قرار داد. افراد با آزموده ایرانی که کاملا غافلگیر شده بودند میان دو آتش قرار گرفته متفرق شده فرار کردند و ۱۰۰۰ تن کشته و زخمی در میدان گذاشتند. در این هنگام تقریباً ۵۰۰۰ نفر از ایرانیان به ۱۰۰ سرباز روسی که مراقب کشتی‌ها در مرداب بوده حمله بردند. روس‌ها باوجود کمی نفرات ایرانیان را شکست دادند و کشتی‌های جنگی روس در مرداب آتشبار ایرانیان را زیر آتش گرفته و آن را خاموش ساختند. اندکی پس از این درگیری لواشف با چهار گردان وارد گیلان شده و فرماندهی را از شیپوف تحویل کرفت. قوای دیگر روسی به فرماندهی میخائیل ماتیوشکین در اول ژوئیه ۱۷۲۳ از آستراخان عزیمت کرد. ماتیوشکین پیش از ترک آستراخان نامه‌ای خطاب به مردم بادکوبه از اسماعیل بیگ گرفت که در آن سفیر ایران از آنان خواسته بود تا خود را تحت حمایت تزار قرار دهند، ماتیوشکین پیامی فرستاد مبنی بر آن که تزار از سر لطف او را علی‌رغم رفتار مردم بادکوبه با قوای نظامی و تدارکات لازم به قصد دفاع از آنان اعزام داشته و نیز برای معیشت ایشان آذوقه فرستاده به خشکی پیاده نمود. او در پیام خود افزود که آنان باید بنا به توصیه اسماعیل بیگ عمل کنند. نامه اسماعیل بیگ و پیام ما تیوشکین به حاکم بادکوبه و مشاوران وی مؤثر نیفتاد و در جواب گفتند که آنان رعیت شاه بوده بی‌نیاز از کمک و یاری روس‌ها می‌باشند و به هیچ وجه خود را ملزم به اجرای دستور اسماعیل بیگ نمی‌دانند. ماتیوشکین چون دید از طریق مسالمت نتیجه حاصل نمی گردد اقدام به حمله نمود. بمباران صبح اول اوت آغاز گردید و سربازان روسی بدون برخورد با مقاومتی از کشتی پیاده شدند. ایرانیان باوجود بمباران شدید. چهار روز دلاورانه از خود دفاع کردند ماتیوشکین در پایان این مدت پیام دیگری برای مدافعان فرستاد و آنان را برای اجتناب از خسارات و تلفات بیشتر دعوت به تسلیم نمود. ایرانیان در پاسخ پرچم سفید بر افراشته به روس‌ها اجازه ورود به شهر را دادند.

## انعقاد قرارداد
اسماعیل بیگ فرستاد شاه تهماسب دوم در ۲۱ اوت ۱۷۲۳ وارد سنت پترزبورگ شد. او در آنجا با احترامات مرسوم پذیرفته شد و در۲۳ سپتامبر ۱۷۲۳ (۱۱۳۵ قمری) قراردادی به امضا رسید که به موجب آن دربند، بادکوبه، شیروان، داغستان، گیلان، مازندران و استرآباد به قلمرو روسیه واگذار می‌شد و در مقابل روس‌ها متعهد می‌شدند افغان‌ها را از ایران بیرون نموده و شاه تهماسب دوم را پادشاه قانونی ایران بشناسند. اسماعیل بیگ چون به گیلان بازگشت متوجه شد که قرارداد مورد رضایت شاه تهماسب نیست و وی فردی خائن معرفی شده است. او از بیم جان، خود را در حمایت روس‌ها گذاشت و به آستاراخان رفته و بیست سال باقی عمر خود را در آنجا گذراند. پتر چند ماه پس از امضای قرارداد، شاهزاده بوریس مچرسکی را به رسم مأموریت نزد شاه تهماسب فرستاد تا آن را به تأیید وی رساند. این مأموریت به کلی با شکست مواجه گردید و به جان مچرسکی در سفرهای او در ایران و هنگام بازگشت به روسیه سوء قصدهایی صورت گرفت. با این حال پتر بدون آن که منتظر تأیید قرارداد شود لواشف را به سمت حکومت گیلان منصوب کرد. آوراموف نیز پس از آن در سال۱۷۲۴ به اردبیل رفت تا شاه تهماسب را وادار کند که قرارداد را تأیید کند ولی او هم موفق نشد. رفتار ایرانیان در گیلان بر اثر امضای قرارداد که موجب تحریک احساسات آنان گردید طوری تهدید آمیز شد که ماتیوشکین پس از تسخیر بادکوبه با نیروی امدادی به آن سمت اعزام گردید. حاکم آستارا که حدود ۱۵۰۰۰ نفر را گرد آورده بود تا مدتی چند در پناه جنگل‌ها به روس‌ها حمله برده آنان را به ستوه آورد، ولی سرانجام قوای ماتیوشکین بر اوضاع مسلط شدند. نیروهای روسی که سرزمین‌های ایران را در اشغال داشتند، بسیار کوچک بودند که تهدیدی جدی برای ایران ایجاد کنند.
تمامی سرزمین‌هایی که فتح شده بودند در سال‌های ۱۷۳۲ و ۱۷۳۵ میلادی و دوران حکومت امپراتریس آنا به ترتیب، زیر بندهای پیمان رشت و پیمان گنجه به ایران بازگشت داده شدند.